# Ларков Андрій Віталійович
Андрій Віталійович Ларков (рос. Андрей Витальевич Ларьков) — російський лижник, олімпійський медаліст, призер чемпіонату світу, триразовий чемпіон Універсіади. 
На Пхьончханській олімпіаді 2018 року Ларков здобув дві олімпійські нагороди:  срібну медаль в естафеті 4х10 км та бронзову медаль в королівській гонці на 50 км класичним стилем.

## Зовнішні посилання
- Досьє на сайті FIS

## Виноски
1. ↑  Men's 4 × 10 kilometre relay results (PDF). Архів оригіналу (PDF) за 28 червня 2021. Процитовано 14 квітня 2018.
2. ↑  Men's 50 kilometre classical results (PDF). Архів оригіналу (PDF) за 6 лютого 2022. Процитовано 14 квітня 2018.